# Tatrapan
Tatrapan ist die Bezeichnung einer militärischen Fahrzeugfamilie sechsrädriger (6×6), allradgetriebener, amphibischer Radpanzer aus der Slowakei, die zu Beginn der 1990er-Jahre entwickelt und hergestellt wurde.

## Entwicklungsgeschichte
Der gepanzerte Transporter Tatrapan wurde als Ersatz für den veralteten OT-64-Radpanzer entwickelt, der aus einer tschechoslowakisch-polnischen Kooperation resultierte. Ein slowakisches Unternehmenskonsortium übernahm die weitere Entwicklung des Tatrapans nach der slowakischen Unabhängigkeit. Die ersten Fahrzeuge wurden 1994 in der slowakischen Armee in Dienst gestellt. Bis zum Jahr 2009 wurden etwa 50 Fahrzeuge für die Slowakei und die Zyprische Nationalgarde gebaut. Die slowakischen Streitkräfte setzten den Tatrapan bei diversen Auslandseinsätzen ein.

## Technik
Der Tatrapan ist ein gepanzertes, geländegängiges dreiachsiges Radfahrzeug, dessen Versionen alle auf dem Fahrgestell des tschechischen Tatra 815 basieren. Alle Tatrapan-Versionen verfügen über gepanzerte, abklappbare Fahrerkabinen und gepanzerte, relativ einfach austauschbare Kastenaufbauten dahinter, wodurch sich die jeweiligen Versionen im Wesentlichen unterscheiden. Die beiden vorderen Achsen des Allradfahrzeuges sind lenkbar, die Lenkung erfolgt mechanisch mit hydraulischem Lenkkraftverstärker. Der Antrieb erfolgt durch einen luftgekühlten 12-Zylinder-Turbodieselmotor des Typs T3-930-55 von Tatra mit 275 kW (369 PS) oder, bei neueren Modellen, durch einen Deutz-6-Zylinder-Dieselmotor mit einer Leistung von 323 kW (450 PS). Das als Planetengetriebe ausgeführte Verteilergetriebe zwischen den beiden Vorderachsen und der Hinterachse hat ein Übersetzungsverhältnis von 1,8:1. Neben dem Verteilergetriebe existieren drei Achsdifferentiale. Die unabhängige Federung der Pendelachsen erfolgt vorne mittels Blattfedern, hinten hingegen pneumatisch.
Die Panzerung des Tatrapans soll waagerechtem Beschuss mit 7,62-mm-Hartkerngeschossen auf 100 m Entfernung aus jeder Richtung standhalten. Das Chassis soll ebenfalls waagerechtem Beschuss mit 7,62-mm-Hartkernmunition widerstehen, allerdings auf nur 500 m. Die Krankenkraftwagen-Version des Tatrapan ist überdies mit speziellen Materialien zur Verringerung der Außenstrahlung ausgekleidet.

## Versionen

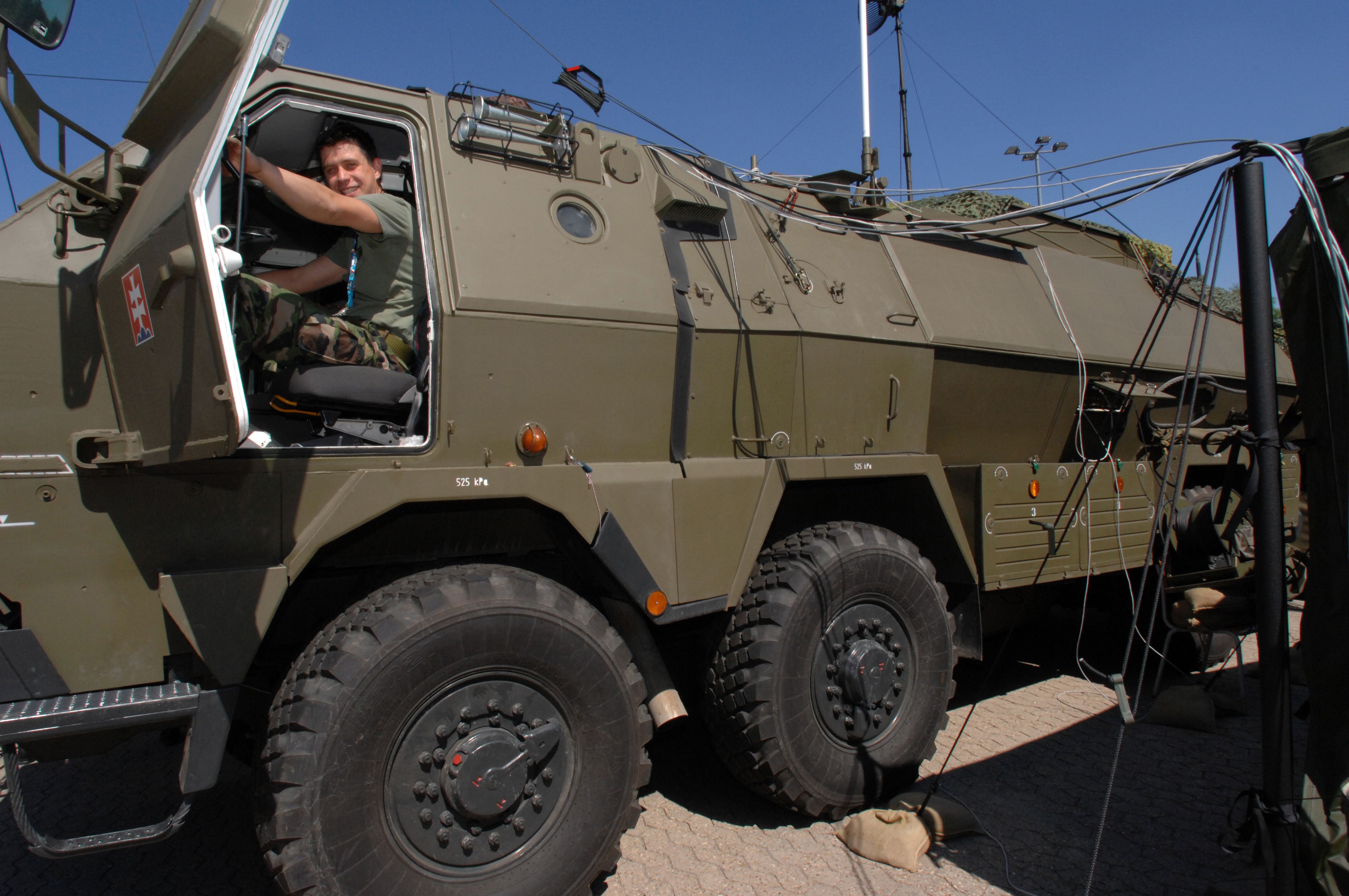
Tatrapan-Führungsfahrzeug

Folgende Versionen gibt es laut VÝVOJ Martin, dem Eigentümer der TATRAPAN-Fahrzeugpläne.
- Tatrapan T1/Z1: Erste Serienversion
- Tatrapan ZASA: Entspricht der T1/Z1-Version, nur mit Spezialausstattung für den Einsatz in Trockenregionen
- Tatrapan PVO: Mobiler Luftverteidigungskommandoposten für die Flugabwehr[6]
- Tatrapan MOD: Grundlegend modernisierte Version mit Deutz-Motor und Automatikgetriebe
- Tatrapan VŠRV oder VESPRA: Führungsfahrzeug
- Tatrapan AMB: Krankenkraftwagen

## Nutzer
- Slowakei
- Zypern: Zwei Tatrapan-Führungsfahrzeuge für die Zuzana 155-mm-Panzerhaubitzen im Jahr 2007 erhalten.[7]
- Indonesien